# Kanahia
Kanahia là chi thực vật có hoa trong họ Apocynaceae.